# Walking into Clarksdale
Walking into Clarksdale je jediné studiové album projektu Page and Plant, ve kterém hráli dva dřívější členové skupiny Led Zeppelin, kytarista Jimmy Page a zpěvák Robert Plant. Singl „Most High“ získal cenu Grammy.

## Seznam skladeb
Autory všech skladeb jsou Jimmy Page, Robert Plant, Charlie Jones a Michael Lee.
| Pořadí         | Název                    | Délka |
| -------------- | ------------------------ | ----- |
| 1.             | Shining in the Light     | 4:01  |
| 2.             | When the World Was Young | 6:13  |
| 3.             | Upon a Golden Horse      | 3:52  |
| 4.             | Blue Train               | 6:45  |
| 5.             | Please Read the Letter   | 4:21  |
| 6.             | Most High                | 5:36  |
| 7.             | Heart in Your Hand       | 3:50  |
| 8.             | Walking into Clarksdale  | 5:18  |
| 9.             | Burning Up               | 5:21  |
| 10.            | When I Was a Child       | 5:45  |
| 11.            | House of Love            | 5:35  |
| 12.            | Sons of Freedom          | 4:08  |
| Celková délka: | Celková délka:           | 60:43 |

| Bonusová skladba na japonské verzi | Bonusová skladba na japonské verzi | Bonusová skladba na japonské verzi |
| Pořadí                             | Název                              | Délka                              |
| ---------------------------------- | ---------------------------------- | ---------------------------------- |
| 13.                                | Whiskey from the Glass             | 3:01                               |

## Obsazení
Page and Plant
- Jimmy Page – akustická kytara, elektrická kytara, mandolína, spoluproducent
- Robert Plant – zpěv, spoluproducent
- Charlie Jones – basová kytara, perkuse
- Michael Lee – bicí, perkuse

Ostatní
- Steve Albini – zvukový inženýr, nahrávací technik
- Anton Corbijn – fotografie
- Cally – design
- Paul Hicks – asistent inženýra
- Lynton Naiff – aranže smyčců v „Upon a Golden Horse“
- Ed Shearmur – programming v „Most High“
- Tim Whelan – klávesy v „Most High“